# Imad Zatara
Imad Zatara (arabisch عماد زعترة; * 1. Oktober 1984) ist ein palästinensischer ehemaliger Fußballspieler. Der in Schweden geborene Offensivspieler bestritt seine Karriere in Schweden, Frankreich, dem Iran und Ungarn.

## Werdegang
Zatara begann mit dem Fußballspielen beim FC Inter Orhoy. Anschließend schloss er sich Essinge IK an, der ab 2003 mit Vasalunds IF eine Spielgemeinschaft bildete. Dort debütierte er im Erwachsenenbereich und machte höherklassig auf sich aufmerksam, so dass er Anfang 2007 zum Erstligaaufsteiger IF Brommapojkarna weiterzog. Dort kam er jedoch kaum zum Zug und stieg mit der Mannschaft am Ende der Spielzeit aus der Allsvenskan wieder ab. Anschließend wechselte er zum ungarischen Klub Zalaegerszegi TE FC, nach einem Jahr kehrte er jedoch nach Schweden zurück und schloss sich dem Zweitligisten Syrianska FC in der Superettan an.
In seinem ersten Jahr bei Syrianska FC war Zatara eine der tragenden Säulen, die den Klub auf den vierten Tabellenplatz führten. Daraufhin verlängerte der Klub Anfang 2010 seinen Vertrag um zwei Jahre, dennoch wurde er für eine Halbserie an den französischen Zweitligisten Olympique Nîmes in die Ligue 2 verliehen. Nach seiner Rückkehr im Sommer war er Stammkraft bei Syrianska und stieg mit der Mannschaft in die Allsvenskan auf. Dort erreichte er mit der Mannschaft in der Relegation den Klassenerhalt.
Nach Auslaufen seines Vertrages Ende 2011 schloss sich Zatara dem iranischen Klub Sanat Naft Abadan an. Im Sommer 2012 kehrte er nach Schweden zurück und unterschrieb einen bis zum Ende der Spielzeit 2012 gültigen Kontrakt bei Åtvidabergs FF. Nach neun Ligaeinsätzen bis zum Jahresende verlängerte der Verein kurz vor Jahresende den auslaufenden Kontrakt mit dem Spieler bis Ende 2014. Unter Trainer Peter Swärdh avancierte er in der folgenden Spielzeit zum besten vereinsinternen Torschützen, nachdem Viktor Prodell den Klub im Sommer in Richtung Belgien verlassen hatte.
Zatara lief mehrfach für die palästinensische Nationalmannschaft auf, für die er auch an der Qualifikation zur Weltmeisterschaft 2014 teilnahm.